# Kjeld Abell
Kjeld Abell (Ribe, 25 agosto 1901 – Copenaghen, 5 marzo 1961) è stato un drammaturgo, scenografo e regista teatrale danese.
Scenografo a Parigi, a Londra, al Teatro Reale di Copenaghen, fu direttore artistico del Tivoli. Durante l'occupazione tedesca scrisse drammi di più o mena aperta propaganda politica. Negli ultimi drammi Kjeld Abell cercò una via d'uscita all'angosciosa solitudine dell'individuo, al pessimismo esistenzialistico in un'assai problematica fede nella solidarietà umana.
Antinazista, fu un esponente dell'espressionismo tedesco.

## Opere teatrali
- 1934 - La vedova allo specchio (Enken i Spejlet)
- 1935 – La melodia perduta (Melodien der blev vaek)
- 1936 – Eva compie il suo dovere di bambina (Eva aftjener sin barnepligt)
- 1939 – Anna Sophie Hedvig
- 1940 – Giuditta (Judith)
- 1946 – Silkeborg
- 1947 – Giorni su una nuvola
- 1950 – Vetsera non fiorisce per ognuno (Vetsera blomstrer ikke for enhver)
- 1954 – Il pechinese blu (Den blå pekingeser)
- 1961 – L'urlo (Skriget)